# Audioconferenza
L'audioconferenza, chiamata anche conferenza telefonica, è una modalità di comunicazione a distanza, simile alla videoconferenza, ma priva della componente video.

## Caratteristiche
I diversi partecipanti ad un'audioconferenza possono comunicare tra loro a voce, previo appuntamento. Il sistema consente, in pratica, di estendere le caratteristiche della comunicazione telefonica ad un numero di persone superiore a due.
Gli usi di un'audioconferenza possono essere ludici, ad esempio parlare tra amici o parenti in diversi angoli del pianeta o un modo per le aziende di ridurre le spese dei viaggi di lavoro.

## Realizzazione
Per  effettuare un'audioconferenza, vi sono cinque strade possibili:
- acquistare un sistema professionale di audioconferenza, tipo le apparecchiature Polycom;
- usare un sistema di comunicazione peer-to-peer via internet, tipo Skype accessibile da un computer o da uno smartphone.
- utilizzare un servizio gratuito di audioconferenza, tipo talkyoo o FastMeeting attraverso un telefono fisso o cellulare.
- utilizzare un servizio professionale di audioconferenza, tipo Axiatel o JoinConferencing attraverso un telefono fisso o cellulare che permette di collegare simultaneamente centinaia di partecipanti.
- utilizzare un telefono cellulare/smartphone in grado di effettuare audioconferenze

La prima delle due opzioni, il dispositivo di audioconferenza, oltre ad essere caratterizzata da una migliore qualità audio, ha il vantaggio di consentire la partecipazione di più persone all'interno di uno stesso ambiente, le quali possono sedere comodamente attorno ad un tavolo, al centro del quale si trova il dispositivo, che in genere ha un'ottima capacità di captare le voci anche ad una certa distanza.
Lo svantaggio, in questo caso, sta nel costo dell'apparecchiatura (mediamente sui 300 euro) e della telefonata multipla.
La seconda opzione, Skype, consente invece di sfruttare la tecnologia Voice Over IP (VoIP) per veicolare la voce attraverso la rete internet, risparmiando sia sui costi dell'attrezzatura, sia sulle spese di telefonia.
Lo svantaggio, in questo caso, è dato da una qualità audio non sempre ottimale (perché dipende dalla qualità della connessione internet) e dal fatto che si presta poco all'utilizzo di più persone presso una stessa postazione. La necessità di un pc o uno smartphone rende l'uso di software VOIP o simili difficili per gli utenti meno esperti o privi del sopracitato materiale.
La terza opzione, si basa su servizi messi a disposizione da alcune aziende (gratuitamente o a pagamento), che non necessitano dell'utilizzo di dispositivi speciali o di software dedicati ma che consentono la partecipazione ad una audioconferenza da un qualsiasi telefono di rete fissa o cellulare o tramite software di Voice Over IP (VoIP).
Servizi di audioconferenza gratuiti:
- Ekiga
- Fastmeeting
- Powwownow
- QuteCom
- Skype
- talkyoo
- OpenMeet[1]

Servizi di audioconferenza-conference call professionali:
- JoinConferencing
- Aethra.net
- Axiatel

La quarta opzione consiste nello sfruttare le potenzialità dell'apparecchio telefonico di proprietà tramite le relative opzioni/funzionalità, con relativi limiti dati dal tipo di rete telefonica e procedure da eseguire.